# Mistrovství světa v malém fotbale GAF7 2021
Mistrovství světa v malém fotbale GAF7 2021 bylo 1. ročníkem MS v malém fotbale GAF7 a konalo se v ekvádorském městě Tena v období od 1. do 4. prosince 2021. Účastnilo se ho 7 týmů, které hráli v jedné skupině systémem každý s každým. Ze skupiny pak postoupily do vyřazovací fáze první 4 celky. Vyřazovací fáze zahrnovala 4 zápasy. Ve finále zvítězili reprezentanti Mexika, kteří porazili výběr Chile 6:3 a stali se historicky prvními vítězi tohoto turnaje.

## Stadion
Turnaj se hrál na jednom stadionu v jednom hostitelském městě: Estadio De Vista Hermosa (Tena).
| Tena                     |
| ------------------------ |
| Estadio De Vista Hermosa |
| Kapacita: 3 000          |

## Skupinová fáze
| Vysvětlivky                         |
| ----------------------------------- |
| Týmy postupující do vyřazovací fáze |
| Vítěz zápasu je tučně zvýrazněn     |

Všechny časy zápasů jsou uvedeny v lokálním čase

### Tabulka
| Tým       | Z | V | R | P | VG | IG | +/− | B  |
| --------- | - | - | - | - | -- | -- | --- | -- |
| Mexiko    | 6 | 5 | 1 | 0 | 39 | 17 | +22 | 16 |
| Ekvádor   | 6 | 4 | 1 | 1 | 25 | 18 | +7  | 13 |
| Chile     | 6 | 2 | 2 | 2 | 30 | 23 | +7  | 8  |
| Kolumbie  | 6 | 2 | 2 | 2 | 26 | 23 | +3  | 8  |
| Venezuela | 6 | 1 | 3 | 2 | 19 | 27 | −8  | 6  |
| Brazílie  | 6 | 1 | 1 | 4 | 18 | 44 | −26 | 4  |
| Francie   | 6 | 0 | 2 | 4 | 21 | 26 | −5  | 2  |

| 1. prosince 2021 9:00                                    |       |                                                        |                                |
| Mexiko                                                   | 5 : 4 | Chile                                                  | Estadio De Vista Hermosa, Tena |
| Cesar De La Peña ?' Sebastian Rivera ?', ?' Axel Vega ?' |       | Ignacio Diaz ?' Gabriel Pardo ?', ?' Nicolas Garces ?' | Estadio De Vista Hermosa, Tena |

| 1. prosince 2021 10:30                                  |       |                                              |                                |
| Ekvádor                                                 | 5 : 3 | Venezuela                                    | Estadio De Vista Hermosa, Tena |
| Jorge Mendoza ?', ?' Iván Kaviedes ?' Carlos Tenorio ?' |       | Joiber Bastidas ?', ?' Leinerker Callejas ?' | Estadio De Vista Hermosa, Tena |

| 1. prosince 2021 13:30                               |                  |                             |                                |
| Francie                                              | 3 : 3 2 : 0 pen. | Mexiko                      | Estadio De Vista Hermosa, Tena |
| Yacine Chebbah ?' Lassad Bensalem ?' Kazim Dulger ?' |                  | Sebastian Rivera ?', ?', ?' | Estadio De Vista Hermosa, Tena |

| 1. prosince 2021 18:30  |       |                             |                                |
| Francie                 | 3 : 4 | Brazílie                    | Estadio De Vista Hermosa, Tena |
| Yves Bronner ?', ?', ?' |       | Fabio Renato ?', ?', ?', ?' | Estadio De Vista Hermosa, Tena |

| 1. prosince 2021 20:30                                                         |                  |                                         |                                |
| Chile                                                                          | 4 : 4 2 : 1 pen. | Ekvádor                                 | Estadio De Vista Hermosa, Tena |
| Gabriel Pardo ?' Benjamin Sanhueza ?' Manuel Maturana ?' Leonardo Navarrete ?' |                  | Marvin Pita ?', ?' Iván Kaviedes ?', ?' | Estadio De Vista Hermosa, Tena |

| 2. prosince 2021 9:00                 |                  |                                                                                           |                                |
| Brazílie                              | 5 : 5 2 : 1 pen. | Venezuela                                                                                 | Estadio De Vista Hermosa, Tena |
| Fabio Renato ?', ?', ?', ?' Thiago ?' |                  | José Mejias ?' Emerson Duran ?' Jhondehiker Parra ?' Michael Gelvez ?' Joiber Bastidas ?' | Estadio De Vista Hermosa, Tena |

| 2. prosinec 2021 10:30                                                                                                   |       |                                                                                      |                                |
| Kolumbie | 6 : 8 | Mexiko                                                                               | Estadio De Vista Hermosa, Tena |
| Jonathan Avila Vasquéz ?' Willian Fernando Cruz ?' Cristian Camilo Cerquera Florez ?', ?' Jhon Jairo Chavez Salas ?', ?' |       | Hugo Rivera ?' Sebastian Rivera ?', ?' Valente Contreras ?', ?' Axel Vega ?', ?', ?' | Estadio De Vista Hermosa, Tena |

| 2. prosince 2021 12:00                         |       |                                                                      |                                |
| Francie                                        | 3 : 4 | Ekvádor                                                              | Estadio De Vista Hermosa, Tena |
| Mustapha Otmani ?', ?' Mohamed El Manssouri ?' |       | Marvin Pita ?' Iván Kaviedes ?' Jamilton Aviles ?' Carlos Tenorio ?' | Estadio De Vista Hermosa, Tena |

| 2. prosince 2021 13:30                        |                  |                                                                     |                                |
| Venezuela                                     | 4 : 4 2 : 0 pen. | Kolumbie                                                            | Estadio De Vista Hermosa, Tena |
| Emerson Duran ?' Jhondehiker Parra ?', ?', ?' |                  | Angelo Gabriel Dimate Viscaya ?' Jhon Jairo Chavez Salas ?', ?', ?' | Estadio De Vista Hermosa, Tena |

| 2. prosince 2021 17:00               |       |                                                                     |                                |
| Francie                              | 3 : 5 | Chile                                                               | Estadio De Vista Hermosa, Tena |
| Lamine Gana ?' Yacine Chebbah ?', ?' |       | Gabriel Pardo ?', ?' Benjamin Sanhueza ?' Leonardo Navarrete ?', ?' | Estadio De Vista Hermosa, Tena |

| 2. prosince 2021 18:30 |        |                      |                                |
| Mexiko | 11 : 1 | Brazílie             | Estadio De Vista Hermosa, Tena |
| Hugo Rivera ?' Cesar De La Peña ?' Sebastian Rivera ?', ?', ?', ?' Valente Contreras ?' Axel Vega ?', ?', ?' Brain Reyes ?' |        | Marquinho Ribeiro ?' | Estadio De Vista Hermosa, Tena |

| 2. prosince 2021 20:00             |       |                                 |                                |
| Ekvádor                            | 2 : 1 | Kolumbie                        | Estadio De Vista Hermosa, Tena |
| Jorge Mendoza ?' Carlos Tenorio ?' |       | Willian David Perez Quintero ?' | Estadio De Vista Hermosa, Tena |

| 2. prosince 2021 21:30              |                  |                                  |                                |
| Venezuela                           | 2 : 2 1 : 0 pen. | Chile                            | Estadio De Vista Hermosa, Tena |
| Joiber Bastidas ?' José Quintero ?' |                  | Ignacio Peña ?' Gabriel Pardo ?' | Estadio De Vista Hermosa, Tena |

| 3. prosince 2021 9:00                                                |                  |                                                                                          |                                |
| Francie                                                              | 5 : 5 2 : 0 pen. | Kolumbie                                                                                 | Estadio De Vista Hermosa, Tena |
| Pascal Muday ?' Khalil Raouf ?' Lamine Gana ?' Yacine Chebbah ?', ?' |                  | José Andrés Cuero ?' Angelo Gabriel Dimate Viscaya ?', ?' Jhon Jairo Chavez Salas ?', ?' | Estadio De Vista Hermosa, Tena |

|                                           |       | Penaltový rozstřel                           |  |
| Lassad Bensalem Yves Bronner Aladin Klein | 3 : 1 | Jhonatan Castillo Paz Jonathan Avila Vasquéz |  |

| 3. prosince 2021 10:30 |       |                                                                                  |                                |
| Brazílie               | 2 : 7 | Ekvádor                                                                          | Estadio De Vista Hermosa, Tena |
| Fabio Renato ?', ?'    |       | Jorge Mendoza ?' Iván Kaviedes ?', ?', ?' Nelson Bustos ?', ?' Diego Valarezo ?' | Estadio De Vista Hermosa, Tena |

| 3. prosince 2021 12:00                                                                                                |       |                                                         |                                |
| Kolumbie | 4 : 3 | Chile                                                   | Estadio De Vista Hermosa, Tena |
| Jonathan Avila Vasquéz ?' Angelo Gabriel Dimate Viscaya ?' Jhon Jairo Chavez Salas ?' Willian David Perez Quintero ?' |       | Fernando Tuma ?' Benjamin Sanhueza ?' Nicolas Garces ?' | Estadio De Vista Hermosa, Tena |

| 3. prosince 2021 13:30 |       |                                                                                             |                                |
| Venezuela              | 0 : 7 | Mexiko                                                                                      | Estadio De Vista Hermosa, Tena |
|                        |       | Cesar De La Peña ?' Sebastian Rivera ?' Axel Vega ?' Franzua Diaz ?', ?' Brain Reyes ?', ?' | Estadio De Vista Hermosa, Tena |

| 3. prosince 2021 17:00 |       |                 |                                |
| Kolumbie | 6 : 1 | Brazílie        | Estadio De Vista Hermosa, Tena |
| Christian David Beltrán Murcia ?' Angelo Gabriel Dimate Viscaya ?' Willian Fernando Cruz ?', ?' Willian David Peréz Quintero ?' Christian Camilo Trujillo Vidal ?' |       | Fabio Renato ?' | Estadio De Vista Hermosa, Tena |

| 3. prosince 2021 18:30                                      |       |                                                                                     |                                |
| Francie                                                     | 4 : 5 | Venezuela                                                                           | Estadio De Vista Hermosa, Tena |
| Yves Bronner ?' Mohamed El Manssouri ?', ?' Kazim Dulger ?' |       | José Mejias ?' Emerson Duran ?', ?' Allizon Gustavo Maldonado ?' Joiber Bastidas ?' | Estadio De Vista Hermosa, Tena |

| 3. prosince 2021 20:00                                                         |       |                                                       |                                |
| Mexiko                                                                         | 5 : 3 | Ekvádor                                               | Estadio De Vista Hermosa, Tena |
| Sebastian Rivera ?' Jonathan Maza ?' Valente Contreras ?', ?' William Reyes ?' |       | Jorge Mendoza ?' Diego Valarezo ?' Jamilton Aviles ?' | Estadio De Vista Hermosa, Tena |

| 3. prosince 2021 21:30 |        |                                                                                |                                |
| Chile | 12 : 5 | Brazílie                                                                       | Estadio De Vista Hermosa, Tena |
| Ignacio Peña ?' Fernando Tuma ?' Victor Labrin ?', ?' Angelo Fancelli ?', ?', ?' Gabriel Pardo ?', ?', ?' Benjamin Sanhueza ?' Nicolas Loch ?' |        | Enoc De Souza ?' Jao Paulo ?' Foguinho ?' Fabio Renato ?' Marquinho Ribeiro ?' | Estadio De Vista Hermosa, Tena |

## Vyřazovací fáze
|  | Semifinále | Semifinále | Semifinále |  |  | Finále      | Finále          | Finále      |
|  |            |            |            |  |  |             |                 |             |
|  |            | Mexiko     | 5          |  |  |             |                 |             |
|  |            | Kolumbie   | 1          |  |  |             |                 |             |
|  |            |            |            |  |  |             | Mexiko          | 6           |
|  |            |            |            |  |  |             | Chile           | 3           |
|  |            | Ekvádor    | 4          |  |  |             |                 |             |
|  |            | Chile      | 5          |  |  | Třetí místo | Třetí místo     | Třetí místo |
|  |            |            |            |  |  |             | Kolumbie (pen.) | 4 (3)       |
|  |            |            |            |  |  |             | Ekvádor         | 4 (1)       |

#### Semifinále
| 4. prosince 2021 10:30                                                          |       |                          |                                |
| Mexiko                                                                          | 5 : 1 | Kolumbie                 | Estadio De Vista Hermosa, Tena |
| Sebastian Rivera ?', ?' Valente Contreras ?' Cristian Urbina ?' Franzua Diaz ?' |       | Jhonatan Castillo Paz ?' | Estadio De Vista Hermosa, Tena |

| 4. prosince 2021 12:00                                                 |       |                                                                             |                                |
| Ekvádor                                                                | 4 : 5 | Chile                                                                       | Estadio De Vista Hermosa, Tena |
| Jorge Mendoza ?' Iván Kaviedes ?' Jamilton Aviles ?' Carlos Tenorio ?' |       | Ignacio Peña ?' Gabriel Pardo ?' Benjamin Sanhueza ?' Nicolas Garces ?', ?' | Estadio De Vista Hermosa, Tena |

#### O 3. místo
| 4. prosince 2021 18:30                                                                                    |       |                                         |                                |
| Kolumbie                                                                                                  | 4 : 4 | Ekvádor                                 | Estadio De Vista Hermosa, Tena |
| Christian David Beltrán Murcia ?' Jose Andrés Cuero ?' Jhonatan Castillo Paz ?' Jonathan Avila Vasquéz ?' |       | Marvin Pita ?' Iván Kaviedes ?', ?', ?' | Estadio De Vista Hermosa, Tena |

|                                                                     |       | Penaltový rozstřel             |  |
| Jhonatan Castillo Paz Jhon Jairo Chavez Salas Willian Fernando Cruz | 3 : 1 | Willian Espinoza Nelson Bustos |  |

#### Finále
| 4. prosince 2021 20:00                                                                                    |       |                                                         |                                |
| Mexiko | 6 : 3 | Chile                                                   | Estadio De Vista Hermosa, Tena |
| Erick Rivera ?' Luis López ?' Cesar De La Peña ?' Sebastian Rivera ?' Valente Contreras ?' Brain Reyes ?' |       | Victor Labrin ?' Gabriel Pardo ?' Leonardo Navarrete ?' | Estadio De Vista Hermosa, Tena |